# استودان جلوگیر۱
استودان جلوگیر۱ مربوط به دوره ساسانیان است و در شهرستان مرودشت، بخش درودزن، دهستان ابرج، ۴ کیلومتری جنوب شرق روستای سعادت آباد واقع شده و این اثر در تاریخ ۱۸ شهریور ۱۳۸۷ با شمارهٔ ثبت ۲۳۴۳۲ به‌عنوان یکی از آثار ملی ایران به ثبت رسیده است.